# 132524 APL
132524 APL (conhecido antes por sua designação provisória, 2002 JF56) é um pequeno asteroide com diâmetro médio de 2,3 quilômetros visitado pela sonda New Horizons, que passou a cerca de 101 867 quilômetros dele no dia 13 de junho de 2006.
Alan Stern, o principal investigador da sonda New Horizons, nomeou o asteroide em referência ao Applied Physics Laboratory.